# San Caesareo de Appia
San Caesareo de Appia, també anomenada San Cesareo in Palatio, és una església de Roma propera al Palatí. Està dedicada a un màrtir cristià del segle ii.
S'hi va celebrar l'Elecció papal de 1145 que acabà amb l'elecció del Papa Eugeni III, el primer papa de l'Orde del Cister.

## Història
Aquesta església és d'origen antic: data del segle viii i es va construir sobre les restes d'estructures romanes preexistents, que avui es poden veure al soterrani (restes d'un pis de mosaic, amb escenes marines del segle II dC). També és anomenada a les fonts medievals com San Cesareo in Turrim, "certament per la proximitat d'una torre molt alta, de la qual la ciutat de l'Edat Mitjana estava plena" (Armellini, op. Cit., P. 559); al segle xvi apareix també el nom de "San Cesareo in Palatio" i això va generar molta confusió amb l'església homònima al barri Campitelli.
Durant el transcurs dels segles, l'església va canviar de mans diverses vegades i va ser restaurada en diverses ocasions: al segle xiv va ser confiada als  Betlemitans per fundar un hospital que va donar refugi als pelegrins que arribaven per la propera Porta de Sant Sebastià; posteriorment, les monges benedictines en van prendre possessió; al segle xv, es va encarregar a la cura de l'església de San Sisto Vecchio i després als de l'església dels sants Nereo i Achilleo; va ser restaurat completament al segle xvi pel Cavalier d'Arpino, i després va ser confiada als pares somascos. En aquesta ocasió, van ser transferits els mosaics del segle xiii i d'altres ornaments arquitectònics que es trobaven al transsepte de la Basílica de Sant Joan del Laterà, en aquella època en procés de renovació.
A l'Església de San Cesareo d'Appia, el 26 de juny de 1967, Karol Wojtyła, el futur papa Joan Pau II, va ser creat i publicat com a cardenal. El cardenal Wojtyla, mentre estava a Roma durant diversos dies, al primera hora del matí reuní els sacerdots polonesos residents a la capital i amb ells va celebrar la missa a San Cesareo al Palatí. També fenia obrir l'església quan desitjava orar sol, agenollat davant l'altar, sota el qual es reprodueixen dos àngels de marbre en l'acte d'obrir una cortina, que dona llum a la representació mosaica de "S. Caesareus Diac". mart ".

## Descripció
L'església té una façana molt sòbria, amb una porta d'entrada precedida d'un porxo amb columnes de granit. L'interior té una sola nau. A les parets laterals, entre les finestres, hi ha mosaics del Cavaller d'Arpino, amb escenes de la vida de San Cesareo. A la conca de l'absi hi ha un mosaic que representa a Déu Pare entre els àngels. L'altar, l'ambó, la càtedra, les gelosies del presbiteri són elements arquitectònics que pertanyien a la basílica de Sant Joan: majoritàriament estan formats per elements heterogenis que es remunten al segle xiii.

## El títol cardenalici
El títol cardenalici de San Cesareo in Palatio va ser instituït el 6 de juliol de 1517 pel Papa Lleó X quan, en ocasió del consistori de l'1 de juliol, augmentà notablement el nombre dels cardenals. El títol era també conegut com a come San Cesareo in Turri o in domo Corsarum, o ad Corsas, o in Monasterio. Va ser suprimit el 1587 pel Papa Sixt V, i readmès com a diaconia (San Cesareo in Palatio), pel Papa Climent VIII el 1600

### Cardenals titulars
- Niccolò Pandolfini (6 de juliol de 1517 - 17 de setembre de 1518 mort)
- Vacante (1518 - 1530)
- Louis de Gorrevod de Challand (16 de maig de 1530 - 22 d'abril de 1535 mort)
- Vacante (1535 - 1540)
- Bartolomeo Guidiccioni (28 de gener de 1540 - 24 de setembre de 1543 nomenat cardenal prevere de Santa Prisca)
- Cristoforo Madruzzo (9 de gener de 1545 - 16 de gener de 1560 nomenat cardenal prevere de San Crisogono)
- Pier Francesco Ferrero (3 de juny de 1561 - 10 de novembre de 1561 nomenat cardenal prevere de Sant'Agnese in Agone)
- Vacante (1561 - 1570)
- Arcangelo de' Bianchi, O.P. (3 de juliol de 1570 - 18 de gener de 1580 mort)
- Vacante (1580 - 1587)
- títol soppresso nel 1587

### Titulars de la diaconia
- Silvestro Aldobrandini (5 de novembre de 1603 - 28 de gener de 1612 mort)
- Vacante (1612 - 1616)
- Carlo Gaudenzio Madruzzo, títol pro hac vice (1616 - 2 de març de 1626 nomenat cardenal prevere de San Lorenzo in Lucina)
- Giangiacomo Teodoro Trivulzio (17 de desembre de 1629 - 17 d'octubre de 1644 nomenat cardenal diaca de San Nicola in Carcere)
- Carlo Rossetti (28 de novembre de 1644 - 18 d'agost de 1653 nomenat cardenal prevere de Santa Maria in Via)
- Carlo Barberini (18 d'agost de 1653 - 30 d'agost de 1660 nomenat cardenal diaca de Sant'Angelo in Pescheria)
- Friedrich von Hessen-Darmstadt, O.E.S.S.H. (30 de març de 1661 - 14 de novembre de 1667 nomenat cardenal diaca de Sant'Eustachio)
- Carlo Barberini (14 de novembre de 1667 - 2 de desembre de 1675 nomenat cardenal diaca de Santa Maria in Cosmedin) (per la seconda volta)
- Girolamo Casanate (2 de desembre de 1675 - 6 d'abril de 1682 nomenat cardenal diaca de Sant'Agata alla Suburra)
- Benedetto Pamphilj, O.E.S.S.H. (30 d'abril de 1685 - 30 de setembre de 1686 nomenat cardenal diaca de Santa Maria in Cosmedin)
- Giovanni Francesco Negroni (30 de setembre de 1686 - 2 de gener de 1696 nomenat cardenal prevere de Santa Maria in Ara Coeli)
- Giambattista Spinola el jove (2 de gener de 1696 - 25 de gener de 1706); títol pro hac vice (25 de gener de 1706 -19 de març de 1719 mort)
- Thomas Philip Wallrad d'Alsace-Boussut de Chimay, títol pro hac vice (16 de juny de 1721 - 2 de desembre de 1733 mort)
- Giovanni Battista Spinola (2 de desembre de 1733 - 23 de setembre de 1743 nomenat cardenal prevere de Santa Maria degli Angeli)
- Vacante (1743 - 1747)
- Gian Francesco Albani (15 de maig de 1747 - 12 de febrer de 1759 nomenat cardenal prevere de San Clemente)
- Giovanni Costanzo Caracciolo (19 de novembre de 1759 - 12 de desembre de 1770 nomenat cardenal prevere de Sant'Eustachio)
- Vacante (1770 - 1775)
- Bernardino de Vecchi (29 de maig de 1775 - 24 de desembre de 1775 mort)
- Giovanni Cornaro (20 de juliol de 1778 - 29 de març de 1789 mort)
- Filippo Campanelli (26 de setembre de 1791 - 18 de febrer de 1795 mort)
- Vacante (1795 - 1804)
- Giuseppe Albani (29 d'octubre de 1804 - 2 d'octubre de 1818 nomenat cardenal prevere de Sant'Eustachio)
- Vacante (1818 - 1827)
- Tommaso Bernetti (25 de juny de 1827 - 22 de gener de 1844 nomenat cardenal diaca pro hac vice de San Lorenzo in Damaso)
- Giuseppe Bofondi (14 de juny de 1847 - 2 de desembre de 1867 mort)
- Vacante (1867 - 1884)
- Ignazio Masotti (13 de novembre de 1884 - 31 d'octubre de 1888 mort)
- Achille Apolloni (27 de maig de 1889 - 3 d'abril de 1893)
- Giuseppe Antonio Ermenegildo Prisco (3 de desembre de 1896 - 24 de març de 1898 nomenat cardenal prevere de San Sisto)
- Vacante (1898 - 1911)
- Willem Marinus van Rossum, C.SS.R. (30 de novembre de 1911 - 6 de desembre de 1915 nomenat cardenal prevere de Santa Croce in Gerusalemme)

- Vacante (1915 - 1922)

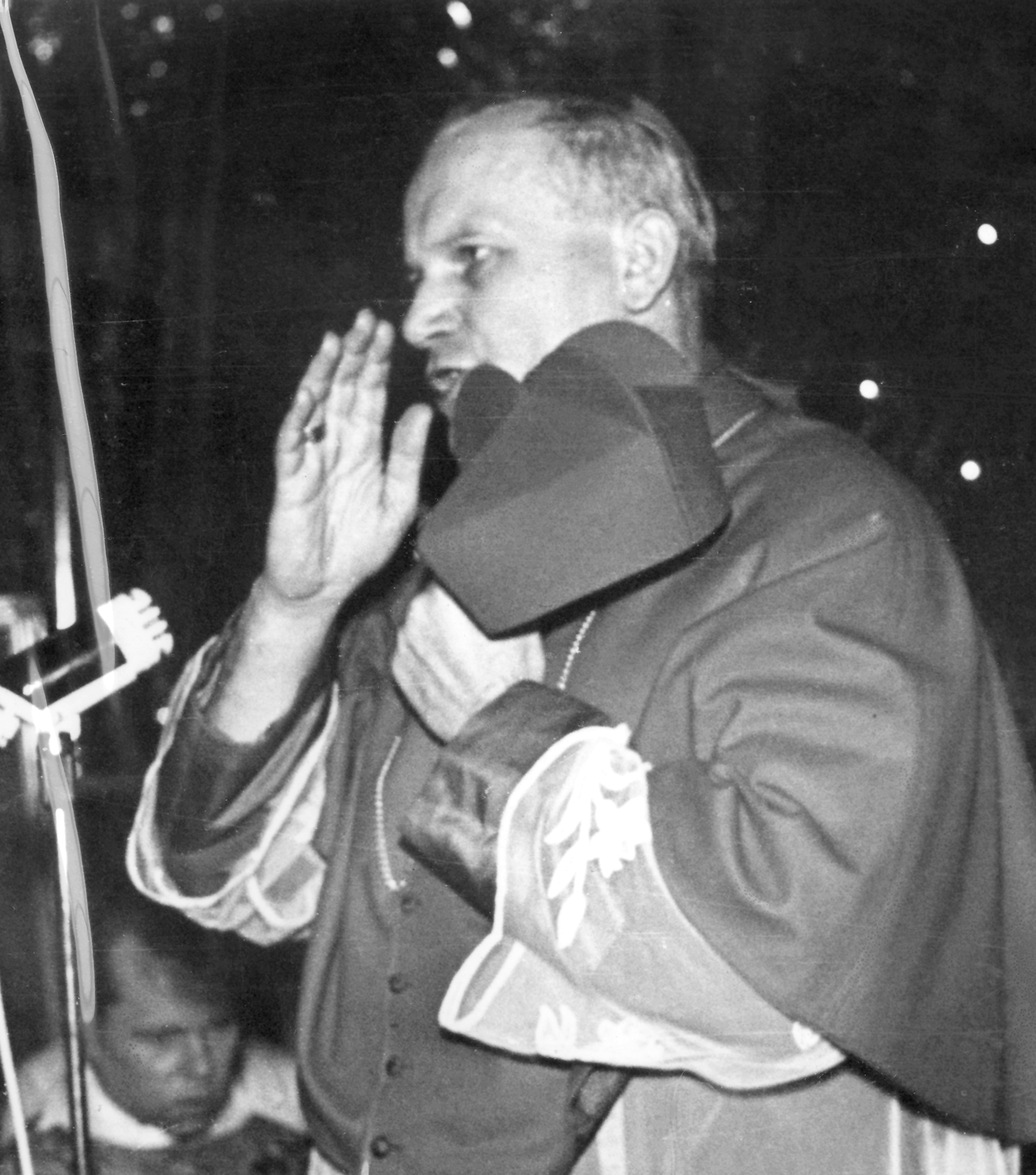
El cardenal Karol Wojtyla, futur Papa Joan Pau II

- Franziskus Ehrle, S.J. (14 de desembre de 1922 - 31 de març de 1934 mort)
- Domenico Mariani (19 de desembre de 1935 - 23 d'abril de 1939 mort)
- Vacante (1939 - 1958)
- Francesco Bracci (18 de desembre de 1958 - 24 de març de 1967 mort)
- Karol Wojtyła; títol pro hac vice (29 de juny de 1967 - 16 d'octubre de 1978 elegit papa)
- Vacante (1978 - 1985)
- Andrzej Maria Deskur (25 de maig de 1985 - 29 de gener de 1996); títol pro hac vice (29 de gener de 1996 - 3 de setembre de 2011)
- Antonio Maria Vegliò, des del 18 de febrer de 2012